# Maria Casentini

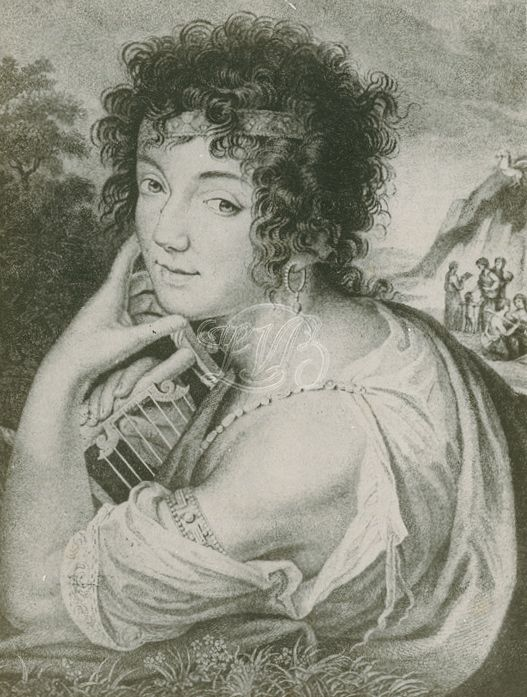
Maria Casentini, anonymer Stich, Bonn, Beethoven-Haus, Slg. Stephan Ley

Maria Casentini (auch Cassentini; * um 1778 in Lucca; † nach 1805) war eine italienische Tänzerin.

## Leben
Von 1788 bis 1795 wirkte sie in Venedig. 1796 kam sie mit Giuseppe Trafieri nach Wien und war dort bis 1801 Primadonna des Ballettkorps am Hoftheater. Einen ihrer größten Erfolge hatte sie mit der Hauptrolle in dem Ballett Das Waldmädchen von Paul Wranitzky, das am 23. September 1796 zur Uraufführung gelangte. Zu dem russischen Tanz dieses Balletts verfasste Ludwig van Beethoven die Zwölf Variationen WoO 71.
Außerdem tanzte sie zusammen mit dem Ballettmeister Salvatore Viganò eine Hauptrolle in dem Ballett Die Geschöpfe des Prometheus op. 43, zu dem Beethoven die Musik komponiert hatte. Die Uraufführung war am 23. März 1801.
Von 1803 bis 1805 war sie erneut am Wiener Hoftheater engagiert.